# La Scala (album)
La Scala è un album del pianista jazz Keith Jarrett, pubblicato dall'etichetta discografica ECM.
È composto da 3 tracce, di cui le prime due di improvvisazione ed un'interpretazione di Over the Rainbow di Harold Arlen e E.Y. Harburg.

## Registrazione
L'album riproduce la registrazione del concerto tenuto alla Scala di Milano il 13 febbraio 1995, poi remixato da Jan Erik Kongshaug e dal produttore esecutivo, Manfred Eicher.

## Tracce
1. La Scala, Part 1 – 44:54
2. La Scala, Part 2 – 27:42
3. Over the Rainbow – 6:01